# Henry George Carroll
Pour les articles homonymes, voir Carroll.
Henry George Carroll, né le 31 janvier 1865 à Kamouraska et mort le 20 août 1939 à Montréal, est un avocat, juge et homme politique québécois. Il est député à la Chambre des communes du Canada et Solliciteur général dans le gouvernement de Wilfrid Laurier. Il est le seizième lieutenant-gouverneur du Québec de 1929 à 1934.

## Biographie

### Jeunesse
Henry George Carroll est le fils de Michael Burke Carroll et de Marguerite Campbell. De 1879 à 1885, il étudie au Collège de Sainte-Anne-de-la-Pocatière. De 1885 à 1889, il étudie le droit à l'université Laval. Il est admis au Barreau en 1889. Il pratique le droit à Fraserville. Le 1er juin 1891, il épouse Amazélie Boulanger, à Sainte-Agathe de Lotbinière.

### Carrière politique
Il est partisan du parti Libéral. Il est élu pour la première fois à la Chambre des Communes lors de l'élection fédérale générale du 5 mars 1891 comme député de la circonscription de Kamouraska. Il est réélu lors de l'élection générale du 23 juin 1896, de celle du 7 novembre 1900 et d'une élection partielle le 28 février 1902. Le 10 février 1902, il est nommé Solliciteur général du Canada dans le gouvernement de Wilfrid Laurier et occupe ce poste jusqu'au 28 janvier 1904.

### Administration publique
Il quitte la politique pour devenir, le 24 janvier 1904, juge de la Cour supérieure du Québec. Le 27 novembre 1908, il est nommé juge de la Cour du Banc du roi. En 1912, il préside la Commission royale du Québec sur le commerce des alcools. De 1921 à 1929, il est vice-président de la Commission des liqueurs du Québec.
Il est nommé lieutenant-gouverneur du Québec en 1929 et occupe ce poste jusqu'en 1934.

## Hommages
L'avenue George-Carroll a été nommée en son honneur, en 1984, dans l'ancienne ville de Sillery , maintenant présente dans la ville de Québec.